# Couloir (athlétisme)

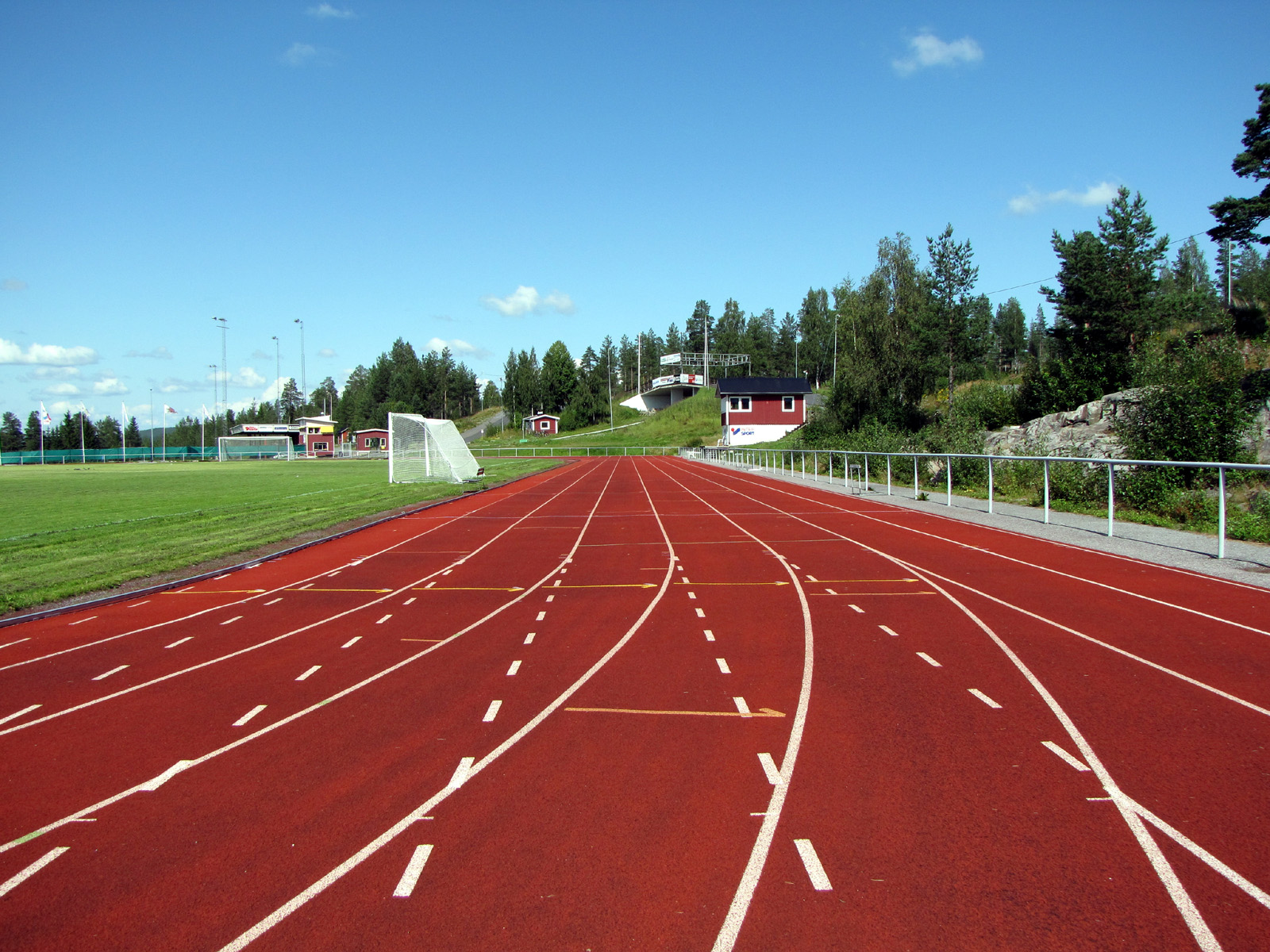
La ligne droite du 100 m.

Un couloir est en athlétisme l'espace qui est délimité par deux lignes blanches sur la piste et qui est souvent affecté à un compétiteur ou à une équipe. Sa largeur est en général 1,22 mètre, soit quatre pieds ; la mesure en pieds venant du fait que les premières compétitions d'athlétisme moderne ont été pratiquées en Angleterre. En raison du caractère non linéaire des pistes, la longueur des couloirs augmentent de l'intérieur vers l'extérieur et les points de départ sont répartis précisément pour aboutir à des parcours identiques pour les athlètes.
Le couloir est l'endroit où l'athlète doit courir dans les courses de 100 m, 200 m, 400 m, 110 mètres haies et de 100 mètres haies. Les couloirs doivent être également respectés lors du premier virage du 800 mètres à la suite duquel les athlètes se rabattent à la corde. Le fait de marcher sur la ligne blanche ou dans un autre couloir peut entraîner une disqualification, tel Churandy Martina lors des Championnats du monde de Berlin, qui perdit la médaille de bronze après avoir mordu le couloir n° 8 pendant la finale du 200 m qui fut remportée par Usain Bolt.

## Histoire
Le couloir a été inventé pendant les Jeux olympiques d'été de 1908. Lors de la finale du 400 mètres, John Carpenter s'impose mais il est accusé par les juges d'avoir empêché Wyndham Halswelle de le dépasser en s'écartant progressivement vers la droite. Ces derniers font recourir la course, mais délimitent des couloirs, séparés par des cordes, pour empêcher l'évènement de se reproduire. Toutefois, les Américains décident par la suite de déclarer forfait en soutien à Carpenter, disqualifié, et Halswelle remporte la course, qu'il dispute seul.